# Sahuarita
Sahuarita – miasto w Stanach Zjednoczonych, w stanie Arizona, w hrabstwie Pima.